# Hannover Ambassadors
Le Hannover Ambassadors sono state una squadra di football americano femminile di Hannover, in Germania; fondate nel 1986, hanno chiuso nel 1997. Hanno giocato 2 volte il Ladies Bowl.

## Dettaglio stagioni

### Tornei nazionali

#### Campionato

##### Damenbundesliga
| Stagione | regular season | regular season | regular season | regular season | regular season | regular season | playoff | playoff | playoff | playoff | playoff | playoff     | playoff            |
|          | Vin            | Par            | Per            | Tot            | PF             | PS             | Vin     | Per     | Tot     | PF      | PS      | risultato   | avversaria         |
| -------- | -------------- | -------------- | -------------- | -------------- | -------------- | -------------- | ------- | ------- | ------- | ------- | ------- | ----------- | ------------------ |
| 1990     | ?              | ?              | ?              | ?              | ?              | ?              | ?       | ?       | ?       | ?       | ?       | Finale      | Bamberg Lady Bears |
| 1991     | ?              | ?              | ?              | ?              | ?              | ?              | ?       | ?       | ?       | ?       | ?       | ?           | ?                  |
| 1992     | ?              | ?              | ?              | ?              | ?              | ?              | ?       | ?       | ?       | ?       | ?       | ?           | ?                  |
| 1993     | ?              | ?              | ?              | ?              | ?              | ?              | ?       | ?       | ?       | ?       | ?       | ?           | ?                  |
| 1994     | ?              | ?              | ?              | ?              | ?              | ?              | ?       | ?       | ?       | ?       | ?       | ?           | ?                  |
| 1995     | ?              | ?              | ?              | ?              | ?              | ?              | ?       | ?       | ?       | ?       | ?       | ?           | ?                  |
| 1997     | ?              | ?              | ?              | ?              | ?              | ?              | ?       | ?       | ?       | ?       | ?       | Ladies Bowl | Berlin Adler Girls |
| Totale   | ?              | ?              | ?              | ?              | ?              | ?              | ?       | ?       | ?       | ?       | ?       |             |                    |

Fonti: Enciclopedia del Football - A cura di Roberto Mezzetti

### Riepilogo fasi finali disputate
| Anno | Luogo | Evento      | Fase del torneo | Incontro                                  | Risultato |
| 1990 | ?     | Ladies Bowl | Finale          | Bamberg Lady Bears - Hannover Ambassadors | 14 - 12   |
| 1997 | ?     | Ladies Bowl | Finale          | Berlin Adler Girls - Hannover Ambassadors | 21 - 8    |